# Anthessius hawaiiensis
Anthessius hawaiiensis är en kräftdjursart som först beskrevs av C. B. Wilson 1921.  Anthessius hawaiiensis ingår i släktet Anthessius och familjen Anthessiidae. Inga underarter finns listade i Catalogue of Life.